# SK UP Olomouc (basketbal)
SK UP Olomouc (celým názvem: Sportovní klub Univerzity Palackého v Olomouci) je český univerzitní basketbalový klub, který sídlí v Olomouci ve stejnojmenném kraji. Oddíl patří pod hlavičku Sportovní klubu Univerzity Palackého v Olomouci. Založen byl v roce 1950. Mužský oddíl hraje v sezóně 2019/20 ve třetí nejvyšší soutěži. Ženský oddíl v téže sezóně hraje na totožné úrovni. Své domácí zápasy odehrává ve sportovní hale Univerzity Palackého s kapacitou 2 000 diváků. Klubové barvy jsou oranžová a bílá.
Největším úspěchem klubu byla celkem osmiletá účast v nejvyšší soutěži žen (sezóny 1973/74–1974/75, 1993/94–1994/95, 1996/97 a 2004/05–2006/07).

## Historické názvy
Zdroj: 
- 1950 – Slavia VŠ Olomouc (Slavia Vysoké školy Olomouc)
- 1990 – SK UP Olomouc (Sportovní klub Univerzity Palackého v Olomouci)

## Umístění v jednotlivých sezonách

### Umístění mužů
Stručný přehled
Zdroj: 
- 2003–2004: 2. liga (2. ligová úroveň v České republice)
- 2004–2005: 3. liga – sk. C (3. ligová úroveň v České republice)
- 2005–2007: 2. liga (2. ligová úroveň v České republice)
- 2007–2008: 1. liga (2. ligová úroveň v České republice)
- 2008–2010: 2. liga – sk. C (3. ligová úroveň v České republice)
- 2010–2011: Středomoravský oblastní přebor (4. ligová úroveň v České republice)
- 2011–2016: 2. liga – sk. C (3. ligová úroveň v České republice)
- 2016–2019: 1. liga (2. ligová úroveň v České republice)
- 2019– : 2. liga – sk. C (3. ligová úroveň v České republice)

Jednotlivé ročníky
Zdroj: 
Legenda: ZČ - základní část, červené podbarvení - sestup, zelené podbarvení - postup, fialové podbarvení - reorganizace, změna skupiny či soutěže
| Česko (2003 – ) |                                |           |           |                                       |              |
| Sezóny          | Soutěž                         | Úroveň    | ZČ        | Play-off, nadstavba, sk. o udržení... | Poznámky     |
| 2003/04         | 2. liga                        | 2. úroveň | 9. místo  | Play-out (3. místo)                   | Sestup       |
| 2004/05         | 3. liga – sk. C                | 3. úroveň | 1. místo  |                                       | Postup       |
| 2005/06         | 2. liga                        | 2. úroveň | 6. místo  | Semifinále                            |              |
| 2006/07         | 2. liga                        | 2. úroveň | 9. místo  |                                       | Reorganizace |
| 2007/08         | 1. liga                        | 2. úroveň | 13. místo | Play-out (4. místo)                   | Sestup       |
| 2008/09         | 2. liga – sk. C                | 3. úroveň | 8. místo  |                                       |              |
| 2009/10         | 2. liga – sk. C                | 3. úroveň | 10. místo |                                       | Sestup       |
| 2010/11         | Středomoravský oblastní přebor | 4. úroveň | 1. místo  |                                       | Postup       |
| 2011/12         | 2. liga – sk. C                | 3. úroveň | 6. místo  |                                       |              |
| 2012/13         | 2. liga – sk. C                | 3. úroveň | 6. místo  |                                       |              |
| 2013/14         | 2. liga – sk. C                | 3. úroveň | 8. místo  |                                       |              |
| 2014/15         | 2. liga – sk. C                | 3. úroveň | 4. místo  |                                       |              |
| 2015/16         | 2. liga – sk. C                | 3. úroveň | 1. místo  | Baráž o 1. ligu (1. místo)            | Postup       |
| 2016/17         | 1. liga                        | 2. úroveň | 6. místo  | Předkolo                              |              |
| 2017/18         | 1. liga                        | 2. úroveň | 19. místo |                                       |              |
| 2018/19         | 1. liga                        | 2. úroveň | 20. místo |                                       | Sestup       |
| 2019/20         | 2. liga – sk. C                | 3. úroveň |           |                                       |              |

### Umístění žen
Stručný přehled
Zdroj: 
- 1973–1975: 1. liga (1. ligová úroveň v Československu)
- 1993–1995: 1. liga (1. ligová úroveň v České republice)
- 1995–1996: 2. liga (2. ligová úroveň v České republice)
- 1996–1997: 1. liga (1. ligová úroveň v České republice)
- 2003–2004: 2. liga (2. ligová úroveň v České republice)
- 2004–2005: 1. liga (1. ligová úroveň v České republice)
- 2005–2007: Ženská basketbalová liga (1. ligová úroveň v České republice)
- 2007–2008: 1. liga (2. ligová úroveň v České republice)
- 2008–2009: 2. liga – sk. B (3. ligová úroveň v České republice)
- 2009–2019: 1. liga (2. ligová úroveň v České republice)
- 2019– : 2. liga – sk. B (3. ligová úroveň v České republice)

Jednotlivé ročníky
Zdroj: 
Legenda: ZČ - základní část, červené podbarvení - sestup, zelené podbarvení - postup, fialové podbarvení - reorganizace, změna skupiny či soutěže
| Československo (1973 – 1993) |                          |           |           |                                       |              |
| Sezóny                       | Soutěž                   | Úroveň    | ZČ        | Play-off, nadstavba, sk. o udržení... | Poznámky     |
| 1973/74                      | 1. liga                  | 1. úroveň | 9. místo  |                                       |              |
| 1974/75                      | 1. liga                  | 1. úroveň | 11. místo |                                       | Sestup       |
| ...                          |                          |           |           |                                       |              |
| Česko (1993 – )              |                          |           |           |                                       |              |
| Sezóny                       | Soutěž                   | Úroveň    | ZČ        | Play-off, nadstavba, sk. o udržení... | Poznámky     |
| 1993/94                      | 1. liga                  | 1. úroveň | 7. místo  |                                       |              |
| 1994/95                      | 1. liga                  | 1. úroveň | 10. místo |                                       | Sestup       |
| 1995/96                      | 2. liga                  | 2. úroveň | 1. místo  |                                       | Postup       |
| 1996/97                      | 1. liga                  | 1. úroveň | 10. místo |                                       | Sestup       |
| ...                          |                          |           |           |                                       |              |
| 2003/04                      | 2. liga                  | 2. úroveň | 1. místo  | Finálová skupina (1. místo)           | Postup       |
| 2004/05                      | 1. liga                  | 1. úroveň | 9. místo  | Zápas o udržení (výhra)               | Reorganizace |
| 2005/06                      | Ženská basketbalová liga | 1. úroveň | 10. místo | Zápas o udržení (prohra)              |              |
| 2006/07                      | Ženská basketbalová liga | 1. úroveň | 10. místo | Zápas o udržení (prohra)              | Sestup       |
| 2007/08                      | 1. liga                  | 2. úroveň | 10. místo | Play-out (6. místo)                   | Sestup       |
| 2008/09                      | 2. liga – sk. B          | 3. úroveň | 1. místo  | Finálová skupina (1. místo)           | Postup       |
| 2009/10                      | 1. liga                  | 2. úroveň | 1. místo  | Čtvrtfinále                           |              |
| 2010/11                      | 1. liga                  | 2. úroveň | 11. místo | Play-out (2. místo)                   |              |
| 2011/12                      | 1. liga                  | 2. úroveň | 10. místo | Play-out (2. místo)                   |              |
| 2012/13                      | 1. liga                  | 2. úroveň | 10. místo | Play-out (2. místo)                   |              |
| 2013/14                      | 1. liga                  | 2. úroveň | 7. místo  | Čtvrtfinále                           |              |
| 2014/15                      | 1. liga                  | 2. úroveň | 8. místo  | Čtvrtfinále                           |              |
| 2015/16                      | 1. liga                  | 2. úroveň | 10. místo | Play-out (2. místo)                   |              |
| 2016/17                      | 1. liga                  | 2. úroveň | 7. místo  | Čtvrtfinále                           |              |
| 2017/18                      | 1. liga                  | 2. úroveň | 10. místo | Play-out (1. místo)                   |              |
| 2018/19                      | 1. liga                  | 2. úroveň | 12. místo |                                       | Sestup       |
| 2019/20                      | 2. liga – sk. B          | 3. úroveň |           |                                       |              |